# IC 4405
IC 4405 ist eine Spiralgalaxie mit ausgedehnten Sternentstehungsgebieten vom Hubble-Typ Sab im Sternbild Bärenhüter am Nordsternhimmel. Sie ist schätzungsweise 496 Millionen Lichtjahre von der Milchstraße entfernt und hat einen Durchmesser von etwa 130.000 Lj. 

Im selben Himmelsareal befinden sich u. a. die Galaxien NGC 5553, IC 4395, IC 4397, IC 4399.
Das Objekt wurde am 14. Juni 1895 von Stéphane Javelle entdeckt.